# 바닐라속

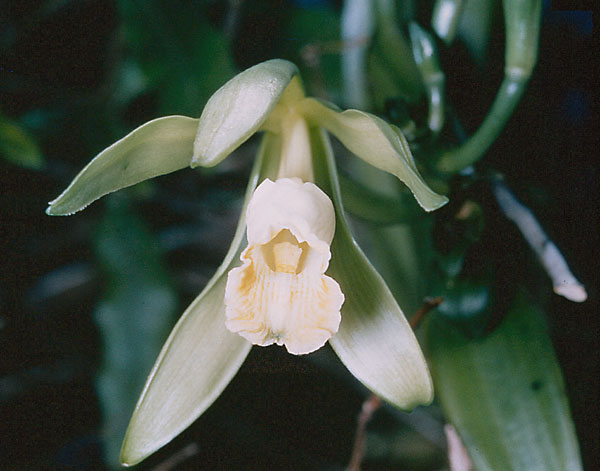

바닐라속은 난초과의 약 110개 종을 포함하는 속씨식물 속이다. 상업적인 바닐라맛의 유래가 되는, 멕시코와 벨리즈에서 자생하는 바닐라(Vanilla planifolia)가 널리 알려져 있다.
이 속은 1754년 J. 밀러의 연구에 기반을 두고 플루미어가 확립하였다.

## 동의어
- Vanillophorum Neck.
- Myrobroma Salisb.
- Dictyophyllaria Garay
- Miguelia Aver.